# Diataga mercennaria
Diataga mercennaria är en fjärilsart som beskrevs av Robinson 1986. Diataga mercennaria ingår i släktet Diataga och familjen äkta malar. Inga underarter finns listade i Catalogue of Life.